# Ptychostomum pallens
Ptychostomum pallens là một loài rêu trong họ Bryaceae. Loài này được Sw. J.R. Spence mô tả khoa học đầu tiên năm 2005.